# Deutsche Ringermeisterschaften 1929
Die 21. deutschen Meisterschaften im Ringen wurden 1929 in Villingen ausgetragen.

## Ergebnisse

### Bantamgewicht
| Platz | Sportler        | Stadt/Verein        |
| ----- | --------------- | ------------------- |
| 1     | Jakob Brendel   | ASC Sandow Nürnberg |
| 2     | Hermann Fischer | Cannstatt           |
| 3     | Ernst Anschütz  | Zella-Mehlis        |

### Federgewicht
| Platz | Sportler      | Stadt/Verein       |
| ----- | ------------- | ------------------ |
| 1     | Fritz Maier   | ASV Heros Dortmund |
| 2     | Johann Ohl    | Groß-Zimmern       |
| 3     | W. Horstkotte | Hohenlimburg       |

### Leichtgewicht
| Platz | Sportler         | Stadt/Verein      |
| ----- | ---------------- | ----------------- |
| 1     | Alfred Kornmaier | Göppingen         |
| 2     | Jenö Nemeth      | Mülheim am Rhein  |
| 3     | Willi Weider     | Frankfurt am Main |

### Weltergewicht
| Platz | Sportler      | Stadt/Verein        |
| ----- | ------------- | ------------------- |
| 1     | Jean Földeák  | Hamburg             |
| 2     | Josef Hamper  | ASC Sandow Nürnberg |
| 3     | Fritz Taubert | Chemnitz            |

### Mittelgewicht
| Platz | Sportler      | Stadt/Verein  |
| ----- | ------------- | ------------- |
| 1     | Eduard Krämer | Duisburg      |
| 2     | Otto Heißler  | Schifferstadt |
| 3     | Edmund Maier  | AK Pirmasens  |

### Halbschwergewicht
| Platz | Sportler      | Stadt/Verein       |
| ----- | ------------- | ------------------ |
| 1     | Willi Müller  | ASV Kreuznach      |
| 2     | Anton Vogedes | ASV Heros Dortmund |
| 3     | Erich Siebert | ASV Kreuznach      |

### Schwergewicht
| Platz | Sportler            | Stadt/Verein               |
| ----- | ------------------- | -------------------------- |
| 1     | Georg Gehring       | SV Siegfried Ludwigshafen  |
| 2     | Jakob Köpf          | Stuttgart                  |
| 3     | Heinrich Lämmermann | SV Maxvorstadt 04 Nürnberg |

## Deutsche Mannschaftsmeister 1929
Nach der Vizemeisterschaft im Vorjahr konnte 1929 der AK Pirmasens seinen ersten deutschen Mannschaftsmeisterschaftstitel feiern. Mit Platz zwei mussten sich die Ringer des AC Jugendkraft Zella-Mehlis zufriedengeben. Pirmasens wurde mit folgender Mannschaft deutscher Meister: Triem, Gaubatz, Haber, E. Meier, Böhmer und Emil Poganiatz.